# Amblema neislerii
Amblema neislerii är en musselart som först beskrevs av I. Lea 1858.  Amblema neislerii ingår i släktet Amblema och familjen målarmusslor. IUCN kategoriserar arten globalt som akut hotad. Inga underarter finns listade i Catalogue of Life.